# Geneviève Fraisse
Pour les articles homonymes, voir Fraisse (homonymie).
Geneviève Fraisse (née le 7 octobre 1948 à Paris) est une philosophe française de la pensée féministe, directrice de recherche émérite au CNRS / CRAL - EHESS.

## Biographie

### Famille et formation
Geneviève Fraisse naît aux « Murs blancs », lieu communautaire personnaliste fondé par Emmanuel Mounier à Châtenay-Malabry où vit aussi le philosophe Paul Ricœur. Ses parents, Paul Fraisse, psychologue expérimental pionnier de la perception du temps, et Simone Fraisse (1913-2004), autrice de livres sur Charles Péguy, Ernest Renan, Simone Weil, collaboratrice de la revue Esprit, sont professeurs à la Sorbonne. Elle est scolarisée au lycée Marie-Curie à Sceaux du jardin d'enfants à la seconde, puis au lycée d'Antony. Pendant les événements de Mai 68, elle est étudiante de première année de philosophie à la faculté des lettres de Paris.

### Parcours
Geneviève Fraisse passe le concours des IPES puis du CAPES. Bi-admissible à l'agrégation, elle enseigne la philosophie. Détachée à l'Institut national de recherche pédagogique (INRP) en 1977, elle co-édite La Presse d'éducation et d'enseignement, XVIIIe-1940 (tome 1 et 2). Elle entre au CNRS en 1983 avec pour projet Les fondements philosophiques du discours féministe. Elle participe à la création du Collège international de philosophie (CIPH) en 1984. Elle est chercheuse invitée à l’Institute for Advanced Study (Princeton) en 1990-1991. 
Elle participe à la fondation de la revue les Révoltes logiques avec Jacques Rancière en 1975.Codirectrice du volume 4 de l'Histoire des femmes en Occident avec Michelle Perrot (1991), elle travaille étroitement avec les historiennes pendant une vingtaine d'années, dès la fin des années 1970. 
Docteure d'État de l'École des hautes études en sciences sociales en 1997, elle est directrice de recherche au CNRS depuis 1997, et professeure invitée à l'université Rutgers (États-Unis, 2000-2002). 
Elle est productrice à France Culture (L'Europe des idées) de 2004 à 2008.
De 2011 à 2013, elle assure un cours de philosophie intitulé « Pensée des sexes et démocratie » à l'Institut d'études politiques de Paris, dans le cadre de PRESAGE (Programme de recherche et d'enseignement des savoirs sur le genre). 

### Parenthèse politique
Déléguée interministérielle aux droits des femmes de 1997 à 1998 et députée au Parlement européen de 1999 à 2004, elle est élue sur la liste menée par Robert Hue, membre indépendante de la Gauche unitaire européenne/Gauche verte nordique. Elle est à l’initiative de deux rapports parlementaires, l’un sur le spectacle vivant, l’autre sur les femmes et le sport.

## Axes de recherche
Autrice d'une vingtaine d'ouvrages, ses travaux portent sur l'épistémologie politique de la pensée féministe.
Partant d'une réflexion sur la provenance de la pensée, ses ouvrages permettent de distinguer trois axes de problématisation :  
1. la construction d’une « généalogie démocratique », à partir de la Révolution française, pour mettre en lumière le rapport entre l'exclusion et l'émancipation des femmes autour des notions de citoyenneté politique et artistique, du débat sur la raison des femmes, et du paradoxe entre représentation et gouvernement politiques. La perspective des arts souligne de ce point de vue le « dérèglement » des représentations à l'intérieur même de la tradition ;
2. une réflexion sur les mots de l'émancipation[10], en conceptualisant des notions ou expressions telles que service domestique, démocratie exclusive, deux gouvernements (domestique/politique), mixité/mélange des sexes, consentement, privilège, nudité politique, face aux principes d’égalité et de liberté ;
3. les lectures de l’objet « sexe/genre » dans la tradition philosophique et historique, en vue de la construction d'un champ de recherche.

À rebours d'une philosophie de l'identité, il ne s'agit pas d'insister sur le « quoi penser  »,  mais sur le « comment penser  ». Loin d’énoncer ce qu’il en est du sexe et du genre et des identités , il faut s’en tenir à l’idée d’une «  catégorie vide  », et privilégier l'analyse des effets produits par la sexuation du monde dans les champs de la vie humaine.

## Œuvres

### Publications
- Femmes toutes mains, Essai sur le service domestique, Seuil, 1979 ; nouvelle édition augmentée : Service ou servitude, Essai sur les femmes toutes mains, Le Bord de l'eau, 2009, Points-Seuil, 2021
- Clémence Royer, philosophe et femme de science, La Découverte, 1985, réédition 2002
- Muse de la raison, Démocratie et exclusion des femmes en France, Alinea 1989, Folio Gallimard, 1995, 2017
- Histoire des femmes en Occident. Vol. IV, XIXe siècle, co-édité avec Michelle Perrot, sous la direction de Georges Duby et Michelle Perrot, Plon, 1991, Tempus, 2002
- La Raison des femmes, Plon, 1992, partiellement repris dans Les Femmes et leur histoire
- La Différence des sexes, PUF, 1996, repris dans À côté du genre : sexe et philosophie de l'égalité
- Les Femmes et leur histoire, Folio Gallimard, 1998, 2019, reprise partielle de La Raison des femmes, et autres textes
- Deux femmes au royaume des hommes, avec Roselyne Bachelot-Narquin et la collaboration de Ghislaine Ottenheimer, Hachette Littérature, 1999
- La Controverse des sexes, PUF, 2001, repris dans À côté du genre : sexe et philosophie de l'égalité
- Les Deux Gouvernements : la famille et la cité, Folio Gallimard, 2000, 2019
- Le Mélange des sexes, Gallimard jeunesse, 2006
- Du consentement, Seuil, 2007, édition augmentée d'un épilogue, "Et le refus de consentir ?", 2017, et d'un avant-propos, Points, 2022
- Le Privilège de Simone de Beauvoir, Actes Sud, 2008 ; édition augmentée Folio Gallimard, 2018
- L’Europe des idées suivi de Touriste en démocratie : chronique d'une élue du Parlement européen, 1999-2004 (avec Christine Guedj), L’Harmattan/France Culture, 2008, 353 p.
- À côté du genre : sexe et philosophie de l'égalité, Le Bord de l'eau, 2010, reprise de La Différence des sexes, La Controverse des sexes et autres textes; édition augmentée d'un avant-propos, PUF, Quadrige, 2022
- La Fabrique du féminisme : textes et entretiens, Le Passager clandestin, 2012, édition de poche 2018, augmentée d'un avant-propos, 2022
- Les Excès du genre, concept, image, nudité, Lignes, 2014, édition augmentée, Seuil, 2019
- La Sexuation du monde, Réflexions sur l'émancipation, Presses de Sciences Po, 2016
- La Suite de l'Histoire, actrices, créatrices, Seuil, 2019
- Féminisme et philosophie, Folio Gallimard, 2020
- Le féminisme, ça pense !, CNRS Éditions, 2023[12]
- L’égalité sans retour, CNRS Éditions, 2024

### Préfaces / postfaces (sélection)
- Annick Davisse et Catherine Louveau, Sports, école, société : la différence des sexes, L’Harmattan, 1998
- « Pionnières », Mil neuf cent, revue d’histoire intellectuelle, no 16 « Figures d’intellectuelles »,‎ 1998
- « La facture de l’histoire des femmes », postface pour Les Femmes et la Seconde Guerre mondiale, Autrement, 2001
- « Le fait, le droit et le symbole », La Mixité dans l’éducation, enjeux passés et présents, sous la direction de Rebecca Rogers, ENS éditions, 2004
- « Simplement créatrice », Jérôme Dorival, Hélène de Montgeroult, la Marquise et la Marseillaise, Symétrie, Lyon, 2006
- « Le signe égal, ou la logique dans l’histoire », Hubertine Auclert, pionnière du féminisme, Textes choisis, Bleu autour, 2007
- « L’écrivaine », Françoise d’Eaubonne, Une femme nommée Castor, mon amie Simone de Beauvoir, Paris, L’Harmattan, 2008
- « Comment vient le féminisme », Ces hommes qui épousèrent la cause des femmes : dix pionniers britanniques, sous la direction de Martine Monicelli et Michel Prum, Paris, Éditions de l’Atelier, 2010
- « À rebours », Carole Pateman, Le Contrat sexuel, traduction de Charlotte Nordmann, postface d'Éric Fassin, La Découverte, 2010
- « Le sort des femmes », Fanny Raoul, Opinion d’une femme sur les femmes (1801), Le Passager clandestin, 2011, édition augmentée 2024; repris dans L’égalité sans retour, CNRS Éditions, 2024
- « Cours, petite sœur, les avant-gardes sont derrière toi », Bérengère Kolly, Et de nos sœurs séparées… : lectures de la sororité, Éditions Lussaud, Fontenay-le-Comte, 2012
- « Pour le court-circuit », Femmes, genre, féminismes en Méditerranée. Le Vent de la pensée, Hommage à Françoise Collin, sous la direction de Christiane Veauvy et Mireille Azzoug, Saint-Denis, Éditions Bouchène, 2014
- « L'Histoire comme phénomène », Alain Brossat, Les Tondues, un carnaval moche, Éditions Téraèdre, 2015
- « Paradoxe et vérité », Choderlos de Laclos, De l'éducation des femmes, Éditions des Équateurs, 2018; repris dans L’égalité sans retour, CNRS Éditions, 2024
- « La nécessité de la lignée », Isabelle Alfonsi, Pour une esthétique de l'émancipation, construire les lignées d'un art queer, B42, 2019
- « Craignez le réveil de la vérité », Olympe de Gouges, Déclaration des droits de la femme et de la citoyenne et autres textes, Librio, 2021; repris dans L’égalité sans retour, CNRS Éditions, 2024
- «La liberté comme mesure» Femmes d’Iran et d’ailleurs : lettre de Golrokh Iraee suivi de la réponse de Geneviève Fraisse, Gaité Lyrique, 22 septembre 2023, repris en postface dans Ce que la philosophie doit aux femmes, Laurence Devillairs et Laurence Hansen-Love dir., Robert Laffont, 2024
- «La nécessaire transmission» Si une femme veut avorter, ne la laisse pas seule ! Du MLAC au Centre IVG de Colombes de Martine Lalande et Catherine Soulat, Éditions Syllepse, 2024.

### Éditions et dossiers
- Pénélope, pour l'histoire des femmes, « Éducation des filles, enseignement des femmes, XVIIIe – XXe siècles », no 2 réalisé par Geneviève Fraisse, printemps 1980, publication du Groupe d'études féministes (GEF) de l'université Paris-Diderot et du Centre de recherches historiques de l'École des hautes études en sciences sociales
- Opinions de femmes, de la veille au lendemain de la Révolution française (Marie Armande Jeanne Gacon-Dufour, Olympe de Gouges, Constance de Salm, Albertine Clément-Hémery, Fanny Raoul), édition et présentation, Côté-Femmes, 1989, L'Harmattan, 2014.
- Théâtre/Public n° 236 – Invitée Geneviève Fraisse, juin 2020
- « L'amour est déclaré », présentation de : Stendhal, De l'amour, éditions Points, 2021; repris dans L’égalité sans retour, CNRS Éditions, 2024

### Conférences / podcasts / vidéos
- « Simone de Beauvoir, « Le deuxième sexe » », Un livre, une histoire, Podcast France TV, 17 novembre 2023.
- Les Archives des Rendez-vous de l'Histoire 2024: épisode 28, Réception du Deuxième Sexe de Simone de Beauvoir : table ronde modérée par Ingrid Galster avec Françoise Collin, Françoise d'Eaubonne, Geneviève Fraisse et Natalie Zemon Davis, 1999.

### DVD
- Regards sur le sport, réalisé par Benjamin Pichery, Éditions Montparnasse, 2015
- Geneviève Fraisse, philosophe et féministe, réalisé par Denise Brial, Atalante vidéos féministes, 2020